# Pugettia producta
Pugettia producta är en kräftdjursart som först beskrevs av J. W. Randall 1840.  Pugettia producta ingår i släktet Pugettia och familjen Epialtidae. Inga underarter finns listade i Catalogue of Life.